# 马里奥·库默尔
马里奥·库默尔（德語：Mario Kummer，1962年5月6日—），德国男子自行车运动员。他曾代表东德参加1988年夏季奥林匹克运动会自行车比赛，获得公路自行车男子团体计时赛金牌。